# Pokal Nogometne zveze Slovenije 2012-2013
La Pokal Nogometne zveze Slovenije 2012./13. (in lingua italiana: Coppa della federazione calcistica slovena 2012-13), detta semplicemente Pokal Slovenije 2012./13., fu la ventiduesima edizione della coppa nazionale di calcio della Repubblica di Slovenia.
A vincere fu il Maribor, al suo ottavo titolo nella competizione.

Avendo i viola conquistato anche il campionato, l'ammissione al primo turno di qualificazione alla UEFA Europa League 2013-2014 andò alla finalista sconfitta, il Celje.
Vi furono 3 capicannonieri con 4 reti ciascuno:
Dejan Žigon (Gorica), Dejan Mezga e Marcos Tavares (entrambi del Maribor).

## Partecipanti
Le 10 squadre della 1. SNL 2011-2012 sono ammesse di diritto. Gli altri 18 posti sono stati assegnati alle vincitrici e alle finaliste delle 9 coppe inter–comunali.

Il Nafta è fallito durante l'estate 2012 e non è stato rimpiazzato.
| Ammesse di diritto                                                                                         | Coppe inter–comunali | Coppe inter–comunali | Coppe inter–comunali | Coppe inter–comunali |
| Ammesse di diritto                                                                                         | Associazione         | Squadre              | Squadre              |                      |
| --- | -------------------- | -------------------- | -------------------- | -------------------- |
| - Celje - Domžale - Gorica - Koper - Maribor - Mura 05 - Olimpia Lubiana - Rudar Velenje - Triglav - Nafta | MNZ Lubiana          | Bela Krajina         | Kamnik               |                      |
| - Celje - Domžale - Gorica - Koper - Maribor - Mura 05 - Olimpia Lubiana - Rudar Velenje - Triglav - Nafta | MNZ Maribor          | Pesnica              | Dravograd            |                      |
| - Celje - Domžale - Gorica - Koper - Maribor - Mura 05 - Olimpia Lubiana - Rudar Velenje - Triglav - Nafta | MNZ Celje            | Dravinja             | Šmarje pri Jelšah    |                      |
| - Celje - Domžale - Gorica - Koper - Maribor - Mura 05 - Olimpia Lubiana - Rudar Velenje - Triglav - Nafta | MNZ Capodistria      | Cerknica             | Ankaran Hrvatini     |                      |
| - Celje - Domžale - Gorica - Koper - Maribor - Mura 05 - Olimpia Lubiana - Rudar Velenje - Triglav - Nafta | MNZ Nova Gorica      | Tolmin               | Brda                 |                      |
| - Celje - Domžale - Gorica - Koper - Maribor - Mura 05 - Olimpia Lubiana - Rudar Velenje - Triglav - Nafta | MNZ Murska Sobota    | Tromejnik            | Šalovci              |                      |
| - Celje - Domžale - Gorica - Koper - Maribor - Mura 05 - Olimpia Lubiana - Rudar Velenje - Triglav - Nafta | MNZ Lendava          | Odranci              | Turnišče             |                      |
| - Celje - Domžale - Gorica - Koper - Maribor - Mura 05 - Olimpia Lubiana - Rudar Velenje - Triglav - Nafta | MNZ Goreniska-Kranj  | Jesenice             | Šenčur               |                      |
| - Celje - Domžale - Gorica - Koper - Maribor - Mura 05 - Olimpia Lubiana - Rudar Velenje - Triglav - Nafta | MNZ Ptuj             | Aluminij             | Zavrč                |                      |

### Calendario
| Turno       | Date                                                              | Partite | Club    |
| ----------- | ----------------------------------------------------------------- | ------- | ------- |
| Primo turno | 21-22 agosto 2012                                                 | 11      | 27 → 16 |
| Ottavi      | 19 settembre - 31 ottobre 2012                                    | 8       | 16 → 8  |
| Quarti      | 24 ottobre 2012 - 27 febbraio 2013 31 ottobre 2012 - 6 marzo 2013 | 8       | 8 → 4   |
| Semifinali  | 1-8 maggio 2013                                                   | 4       | 4 → 2   |
| Finale      | 29 maggio 2013                                                    | 1       | 2 → 1   |

## Primo turno
Data la mancata iscrizione del Nafta, il Tolmin passa automaticamente il turno.
| Squadra 1         | Risultato             | Squadra 2        |
| ----------------- | --------------------- | ---------------- |
| 21 agosto 2012    |                       |                  |
| Jesenice          | 0 – 3                 | Zavrč            |
| Šalovci           | 1 – 6                 | Gorica           |
| 22 agosto 2012    |                       |                  |
| Pesnica           | 1 – 2                 | Domžale          |
| Dravograd         | 1 – 3                 | Rudar Velenje    |
| Brda              | 1 – 1 (dts) (7-6 dtr) | Šenčur           |
| Tromejnik         | 0 – 2                 | Koper            |
| Cerknica          | 0 – 3                 | Triglav          |
| Kamnik            | 1 – 3                 | Dravinja         |
| Odranci           | 3 – 2                 | Bela Krajina     |
| Šmarje pri Jelšah | 2 – 4                 | Aluminij         |
| Turnišče          | 0 – 8                 | Ankaran Hrvatini |

## Ottavi di finale
Entrano le 4 squadre impegnate nelle coppe europee (Maribor, Celje, Olimpija e Mura 05).
| Squadra 1         | Risultato             | Squadra 2       |
| ----------------- | --------------------- | --------------- |
| 19 settembre 2012 |                       |                 |
| Tolmin            | 1 – 4 (dts)           | Gorica          |
| Mura 05           | 0 – 3                 | Olimpia Lubiana |
| Odranci           | 0 – 2 (dts)           | Triglav         |
| Dravinja          | 2 – 1                 | Domžale         |
| Aluminij          | 1 – 1 (dts) (4-3 dtr) | Rudar Velenje   |
| Brda              | 0 – 3                 | Celje           |
| Ankaran Hrvatini  | 0 – 3                 | Koper           |
| 31 ottobre 2012   |                       |                 |
| Zavrč             | 0 – 2                 | Maribor         |

## Quarti di finale
| Squadra 1       | Totale | Squadra 2 | Andata     | Ritorno     |
| --------------- | ------ | --------- | ---------- | ----------- |
|                 |        |           | 24.10.2012 | 31.10.2012  |
| Triglav         | 2 – 1  | Koper     | 0 – 1      | 2 – 0 (dts) |
| Aluminij        | 3 – 2  | Gorica    | 1 – 2      | 2 – 0       |
| Celje           | 3 – 0  | Dravinja  | 2 – 0      | 1 – 0       |
|                 |        |           | 27.02.2013 | 06.03.2013  |
| Olimpia Lubiana | 2 – 3  | Maribor   | 1 – 3      | 1 – 0       |

## Semifinali
| Squadra 1 | Totale      | Squadra 2 | Andata     | Ritorno    |
| --------- | ----------- | --------- | ---------- | ---------- |
|           |             |           | 01.05.2013 | 08.05.2013 |
| Triglav   | 2 – 5       | Maribor   | 2 – 2      | 0 – 3      |
| Aluminij  | 1 – 1 (gfc) | Celje     | 1 – 1      | 0 – 0      |

## Finale
| Arbitro: | Matej Jug (Tolmino) |

|             |           |  |
| Ibraimi 44’ | Marcatori |  |

| Maribor | Celje |

|                 |    |                   |     |
|                 |    |                   |     |
| P               | 33 | Jasmin Handanović |     |
| D               | 6  | Martin Milec      |     |
| D               | 22 | Nejc Potokar      |     |
| D               | 44 | Arghus            |     |
| D               | 28 | Mitja Viler       |     |
| C               | 10 | Agim Ibraimi      |     |
| C               | 70 | Aleš Mertelj      |     |
| C               | 20 | Goran Cvijanović  | 79’ |
| C               | 8  | Dejan Mezga       |     |
| A               | 9  | Marcos Tavares    |     |
| A               | 32 | Robert Berić      |     |
| A disposizione: |    |                   |     |
| P               | 12 | Marko Pridigar    |     |
| D               | 24 | Dejan Trajkovski  |     |
| D               | 45 | Nejc Mevlja       |     |
| C               | 5  | Željko Filipović  | 79’ |
| C               | 25 | Ranko Moravac     |     |
| C               | 29 | Timotej Dodlek    |     |
| A               | 11 | Luka Zahovič      |     |
| Allenatore:     |    |                   |     |
| Darko Milanič   |    |                   |     |

| P               | 12 | Matic Kotnik         |         |
| D               | 16 | Miha Korošec         |         |
| D               | 5  | Marko Krajcer        |         |
| D               | 24 | Matic Žitko          |         |
| D               | 18 | Sebastjan Gobec      |         |
| C               | 4  | Blaž Vrhovec         | 29’     |
| C               | 28 | Miha Zajc            |         |
| C               | 70 | Alexander Srdić      | 61’     |
| C               | 7  | Benjamin Verbič      | 82’     |
| C               | 9  | Gregor Bajde         | 76’     |
| A               | 29 | Andraž Žurej         |         |
| A disposizione: |    |                      |         |
| P               | 1  | Amel Mujčinovič      |         |
| D               | 23 | Tadej Gaber          |         |
| D               | 30 | Tadej Vidmajer       |         |
| C               | 19 | Nejc Plesec          | 61’ 86’ |
| C               | 20 | Klemen Medved        |         |
| C               | 26 | David Tomažič Šeruga |         |
| A               | 13 | Aleksandar Bajić     | 76’     |
| Allenatore:     |    |                      |         |
| Miloš Rus       |    |                      |         |